# Stegastes otophorus
Stegastes otophorus är en fiskart som först beskrevs av Poey, 1860.  Stegastes otophorus ingår i släktet Stegastes och familjen Pomacentridae. Inga underarter finns listade i Catalogue of Life.